# Тихомил (српски велики жупан)
Тихомил (лат. Tycomil) је личност из Летописа попа Дукљанина, о коме нема помена у другим историјским изворима. Према поменутом Летопису, био је савременик Часлава, познатог српског владара из прве половини 10. века. Као истакнути ратник, постао је жупан Дрине и зет неименованог бана Рашке. Након смрти Часлава, а потом и самог бана, Тихомил је постао нови владар у Рашкој области, узевши тим поводом нову титулу великог жупана. Услед позне природе Летописа и недостатка потврде у другим изворима, у историографији постоје различита мишљења о историчности Тихомила и веродостојности казивања о поменутим збивањима.

## Име
Рукописне верзије и издања Летописа попа Дукљанина бележе његово име у облицима: Tycomil, Tychomil, Ticomil, Tichomil, Tehomil, Techomilus. Иако поменути облици изричито сведоче да је његово име гласило Тихомил, што је прихваћено у историографији, поједини истраживачи су у својим радовима употребљавали и облик Тихомир, који нема потврду у изворима.

## Казивање у Летопису
У Летопису се каже да је Тихомил у младости живео у пределу званом Срага, као син неименованог свештеника из села званог Рабика. Служио је као пастир код извесног кнеза Будиислава. Тихомил је био снажан и вешт као ловац, па се истакао у кнежевој служби. Када је лову случајно убио кнежевог пса, уплашио се кнежеве срџбе, те се дао у бекство, ступивши у војну службу.
Летопис даље саопштава да је за време владавине Часлава, средином 10. века, дошло до рата између Срба и Мађара, а војске су се среле код места званог Цвилин на обали реке Дрине. Мађари су били поражени, а њиховог војводу Киша убио је управо Тихомил. Због тог јунаштва, Часлав је поставио Тихомила за жупана у области Дрине, давши му за жену кћер бана Рашке.
Летопис такође саопштава да је удовица војводе Киша тражила од мађарског владара да јој додели војску ради освете. Мађари су потом изненадили Србе у области Срема, где су ухватили и погубили Часлава и његове рођаке. Након погибије Часлава, власт у српским земљама преузели су обласни банови, а међу њима и Тихомилов таст, који је био бан Рашке. Након смрти таста, власт у тој области је наследио Тихомил, али не као бан, већ је узео нову титулу великог жупана.
Летопис даље казује о Тихомиловим наследницима као великим жупанима, међу којима се помиње и Љутомир.

## Претпоставке
Поменути подаци о Тихомилу из Летописа попа Дукљанина различито су вредновани у историографији. Пошто је Часлав био стварна историјска личност, сматра се да приказ општих политичких прилика и војних сукоба са Мађарима има извесну веродостојност, пошто није у раскораку са тадашњим историјским околностима. Међутим, када је реч о самом Тихомилу, општа сагласност не постоји, пошто га неки историчари сматрају стварном историјском личношћу, док други изражавају опрез поводом анегдотске и поетске природе казивања у самом Летопису. Историчари који поклањају поверење подацима из Летописа смештају владавину Тихомила на почетак друге половине 10. века, непосредно по смрти Часлава, након чега би уследила владавина Тихомиловог сродника Љутомира, а потом и владавина неименованог великог жупана који је према казивању Летописа побегао из Рашке пред византијском војском, у време цара Јована I Цимискија (969-976).

## Извори и литература